# باول إيبرهارد
باول إيبرهارد هو متزلج جماعي سويسري، (ولد في سويسرا 1917 – 1983 م).

## وصلات خارجية
- باول إيبرهارد على موقع أوليمبيديا (الإنجليزية)